# Epigrafika
Epigrafika (iz   ἐπιγραφή 'epigraphḗ', dob. »napis«) je pomožna zgodovinska veda, ki preučuje pisave, zapise ter njihove pomene, jih datira ter razvršča glede na kontekst ter sklepa o piscih. Epigrafika ne zajema zgodovinskega pomena epigrafa kot dokumenta in umetniške vrednosti literarnega sestavka. Oseba, ki uporablja metode epigrafike, se imenuje epigrafik. Epigrafiki so odgovorni za rekonstrukcijo, prevajanje in datiranje večjezičnih napisov ter iskanje vseh pomembnih okoliščin, razlaga in določitev zapisanih dogodkov pa je delo zgodovinarjev. Epigrafika in zgodovinarstvo sta pogosto vedi, ki ju izvaja ista oseba. Epigrafika je glavno orodje arheologije, kadar se ukvarja s pismenimi kulturami. Veda pomaga tudi pri ugotavljanju ponaredkov: epigrafski dokazi so bili del razprave o pristnosti Jakobove kostnice. Epigrafske raziskave se prekrivajo s preučevanjem petroglifov, ki obravnava primerke piktografskega, ideografskega in logografskega zapisa. S preučevanjem starodavnih rokopisov, običajno napisanih s črnilom, se ukvarja paleografija. Epigrafika se razlikuje tudi od ikonografije, saj se omejuje na smiselne simbole, ki vsebujejo sporočila, in se ne ukvarja s podobami. Epigrafika preučuje značaj pisave, ki je konceptno povsem ločen od narave besedila. Besedila, zapisana v kamen, so običajno namenjena javnosti, zato se bistveno razlikujejo od pisnih besedil posameznih kultur. Vendar niso vsa napisana besedila javna: v mikenski Grčiji se je izkazalo, da so bila dešifrirana besedila v linearni B pisavi v veliki meri uporabljena za gospodarsko in upravno evidenco. Neformalna zapisana besedila so bili grafiti.
Epigraf (pojma ne gre zamenjevati z epigramom) je kakršnokoli besedilo različnih dolžin: od posameznega grafema (kot so npr. oznake izdelovalca ali trgovca na loncu) do obsežnega dokumenta (kot so traktati, literarno delo ali hagiografski napisi). Epigrafika se prekriva z drugimi vedami, kot sta numizmatika ali paleografija. V primerjavi s knjigami je večina napisov kratkih. Mediji in oblike grafemov so različni: gravure v kamen ali kovino, praske na skalo, odtisi v vosek, reliefni odtisi na kovinski odlitek, kameja ali gema na dragih kamnih, slikanje na keramiko ali freske. Običajno je material trpežen, vendar je trajnost lahko posledica naključja, kot je npr. pečenje glinene tablice med požarom.